# Хлориты (соли)

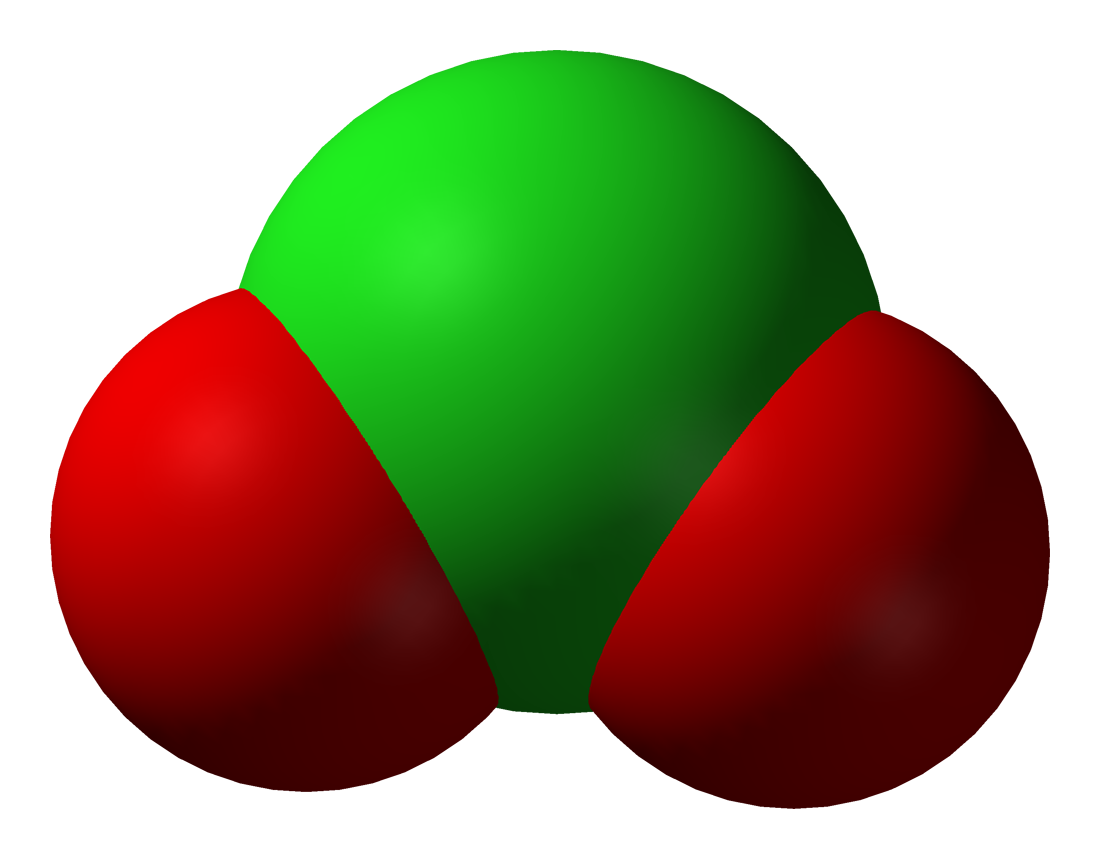
Хлорит анион

Хлори́ты — группа химических соединений, соли хлористой кислоты HClO2. Хлорит-анион имеет треугольную структуру (d(ClO) = 0,155 нм, угол OClO = 111o).

## Получение
Хлориты получаются в смеси с хлоратами при взаимодействии диоксида хлора с растворами щелочей:
{\displaystyle {\mathsf {2ClO_{2}+2KOH\rightarrow KClO_{2}+KClO_{3}+H_{2}O}}}
Чистые хлориты без примесей хлоратов можно получить реакцией между диоксида хлора и пероксидом натрия:
{\displaystyle {\mathsf {2ClO_{2}+Na_{2}O_{2}\rightarrow 2NaClO_{2}+O_{2}}}}

## Свойства
Хлориты представляют собой белые или желтоватые кристаллы. Они обычно хорошо растворимы в воде, за исключением жёлтых Ag(ClO2)2 и Pb(ClO2)2. Хлориты устойчивы при обычных условиях в безводном состоянии и в водном растворе. Твёрдые хлориты, особенно соли тяжёлых металлов, при нагревании или ударе разлагаются со взрывом.
Щелочные растворы хлоритов устойчивы в темноте, но разлагаются на свету:
{\displaystyle {\mathsf {6ClO_{2}^{-}\rightarrow 2ClO_{3}^{-}+4Cl^{-}+3O_{2}}}}
В кислой среде разложение на свету протекает по реакции:
{\displaystyle {\mathsf {10ClO_{2}^{-}\rightarrow 8Cl^{-}+2ClO_{4}^{-}+3O_{2}}}}

Термическая стабильность хлоритов щелочных металлов возрастает от Cs к Li, в отличие от большинства щелочных солей кислородных кислот.
Xлориты являются сильными окислителями. В кислой среде они способны окислить Вr− до Вr2, и NO2− до NO3− (но не реагирует с N2O), пероксид водорода хлориты окисляют до О2.

## Применение
Хлориты используются для отбеливания. Наибольшее значение получил хлорит натрия NaClO2.

## Примеры
- Хлорит свинца(II)
- Хлорит серебра